# Страпон
Страпон (англ. strap-on) — фалоімітатор, що складається з трусиків-ремінців і насадки у вигляді фалоса. Типові розміри насадки-фалоса: довжина 16-20 см, діаметр 3-4 см (проте бувають інших розмірів). Страпонами також називають фалопротези. Може використовуватися як жінками, що бажають грати в сексі роль чоловіка, так і чоловіками (для здійснення подвійного проникнення).
У свій час страпон використовувався не тільки для різноманітності у сексі, але і як знаряддя тортур. Зокрема, таким чином було допитано Гетуліка — одного зі змовників, що здійснив замах на життя Калігули.

## Види та способи кріплення
Страпони бувають як чоловічими, так і жіночими. Основною відмінністю чоловічих і жіночих страпонів є конструкція кріплення. Кріплення може мати вигляд збруї з ремінців на стегнах (тип «харнесс»), повноцінних трусів (частіше — з латексу) тощо. Варіанти для жінок можуть мати довгий і вузький виріз, що дозволяє безпосередній контакт з вагіною. Страпони, призначені для чоловіків, мають спеціальний проріз для статевого члена, дозволяючи таким чином чоловіку здійснювати подвійне проникнення, або мають порожнину для статевого члена, будучи своєрідним «жорстким презервативом» — фалопротектором.
Страпон буває як зі знімним, так і з не знімним фалоімітатором. Страпони, що зустрічаються в секс-шопах, виготовлені зазвичай із пластику, гуми, латексу або силіконового гелю. Деякі види страпонів можуть комплектуватися спеціальними внутрішніми насадками для вагінальної або анальної стимуляції активного партнера. Ряд страпонів оснащується вібратором у тілі фалоімітатора для додаткової стимуляції пасивного партнера. Можлива також наявність механізму, що імітує еякуляцію, а також усіляких додаткових пристосувань (наприклад, суміщення страпона з клізмою).
При виборі змащення (лубриканта) слід враховувати, з якого матеріалу виготовлена ця іграшка. Гумові і силіконові вироби із секс-шопів руйнуються від змащувачів на жировій основі. З цієї причини слід використовувати як змащувачі спеціально призначені матеріали.

## Застосування

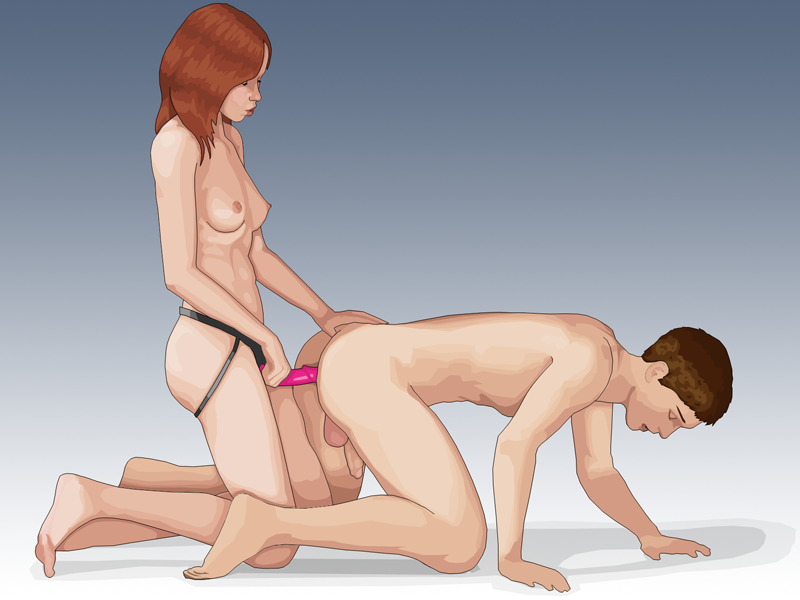
Чоловік та жінка займаються пегінгом

Страпон може використовуватися для статевого акту, де жінка, що використовує страпон, знаходиться в активній ролі. Другим партнером може виступати як інша жінка, так і чоловік — в останньому випадку практикується анальний секс. Проникнення жінки в анус чоловіка за допомогою страпона отримало назву «пеггінг».
Жінка, що використовує страпон в активній ролі, отримує задоволення від прямої стимуляції основою страпона, а також анальними або вагінальними ділдо, якщо такі є. Крім того, жінка може надягти під страпон вібратор (подібний «метелику»). У такому випадку здійснюється додаткова стимуляція клітора, що посилюється тертям шкіряного кріплення страпона об додатковий вібратор. У «пасивній» ролі жінка отримує відчуття, фізично подібні зі звичайним статевим актом, однак у моральному плані — інші (оскільки «активним» партнером у цьому випадку також є жінка).
Чоловік, перебуваючи в «пасивній» ролі, отримує задоволення від стимулювання ануса та простати. Крім того, присутній комплекс специфічних морально-психологічних переживань від того, що чоловік може відчути себе жінкою.
У ряді випадків страпон може використовуватися в активній ролі й чоловіками. При цьому чоловік може користуватися лише ним — у разі тимчасових або постійних проблем з потенцією. Також, у разі використання страпона чоловіком, можливо здійснити так зване «подвійне проникнення» без допомоги додаткового учасника.
Страпон також може застосовуватися в контексті БДСМ, як символ домінування жінки над чоловіком або іншою жінкою (фемдом).
У ряді випадків страпон може застосовуватися для імітації мінета (пасивний партнер виробляє «оральну стимуляцію» страпона) — у цьому випадку психологічні аспекти його застосування займають провідне місце.